# 일레인 톰프슨헤라
일레인 톰프슨헤라(영어: Elaine Thompson-Herah, 1992년 6월 28일~)는 자메이카의 단거리 육상 선수이다. 2015년 세계 육상 선수권 대회 400m 계주에서 금메달, 200m에서 은메달을 기록했다. 2016년 하계 올림픽에서는 100m, 200m에서 금메달, 400m 계주에서 은메달을 기록했다. 100m, 200m에서 동시에 금메달을 딴 것은 1988년 하계 올림픽에서의 플로렌스 그리피스조이너 이후 28년 만의 기록이다.
2021년 2020년 하계 올림픽에 출전, 100m와 200m 2연패에 이어 100mx4 계주에서도 우승, 3관왕이 되었다. 100m에서는 올림픽 기록(OR)인 10초 61, 200m와 4x100m에서는 각각 21초 53, 41초 02의 자메이카 기록을 세우며 승리하였다.
톰프슨헤라의 100m 올림픽 기록은 1988년 하계 올림픽에서 플로렌스 그리피스조이너가 세운 기록 10초 62를 0.01초 단축시킨 기록으로, 33년만의 기록 경신이다.

## 기록
※다음 표는 올림픽, 세계 육상 선수권, 세계 실내 선수권만을 기록하였다.
| 연도 | 대회                           | 개최지                  | 결과 | 종목      | 기록(초) | 비고        |
| ---- | ------------------------------ | ----------------------- | ---- | --------- | -------- | ----------- |
| 2015 | 2015년 세계 육상 선수권 대회   | 중국 베이징             | 금   | 400m 계주 | 41.07    |             |
| 2015 | 2015년 세계 육상 선수권 대회   | 중국 베이징             | 은   | 200m      | 21.66    | (+0.2 m/s)  |
| 2016 | 2016 세계 실내 선수권 대회(en) | 미국 포틀랜드           | 동   | 60 m      | 7.06     |             |
| 2016 | 2016년 하계 올림픽             | 브라질 리우 데 자네이루 | 금   | 100m      | 10.71    | (+0.5 m/s)  |
| 2016 | 2016년 하계 올림픽             | 브라질 리우 데 자네이루 | 1st  | 200m      | 21.78    | (+0.5 m/s)  |
| 2016 | 2016년 하계 올림픽             | 브라질 리우 데 자네이루 | 은   | 400m 계주 | 41.36    |             |
| 2017 | 세계 육상 선수권 대회          | 영국 런던               | 5위  | 100m      | 10.98    | (+0.1m/s)   |
| 2019 | 세계 육상 선수권 대회          | 카타르 도하             | 4위  | 100m      | 10.93    | (+0.1m/s)   |
| 2019 | 세계 육상 선수권 대회          | 카타르 도하             | 7위  | 200m      | 22.61    | (+0.7m/s) Q |
| 2020 | 2020년 하계 올림픽             | 일본 도쿄               | 금   | 100m      | 10초 61  | (-0.6m/s)   |
| 2020 | 2020년 하계 올림픽             | 일본 도쿄               | 금   | 200m      | 21초 53  | (+0.8m/s)   |
| 2020 | 2020년 하계 올림픽             | 일본 도쿄               | 금   | 100m      | 41초 02  |             |

### 개인 최고 기록
※2021년 8월 기준, 개인 최고 기록은 다음과 같다.
| 경기        | 기록(초) | 바람    | 장소            | 날짜            | 비고                                    |
| ----------- | -------- | ------- | --------------- | --------------- | --------------------------------------- |
| 60m 야외    | 7.02     | +1.7m/s | 자메이카 킹스턴 | 2017년 1월 28일 |                                         |
| 100m        | 10.61    | -0.6m/s | 일본 도쿄       | 2021년 7월 31일 | 올림픽 기록 , 국가 기록 . 역대 2위 기록 |
| 200m        | 21.53    | +0.8m/s | 일본 도쿄       | 2021년 8월 3일  | 국가 기록 . 역대 2위 기록               |
| 4x100m 계주 | 41.02    |         | 일본 도쿄       | 2021년 8월 6일  | 국가 기록 . 역대 2위 기록               |
| 4x200 계주  | 89.04    |         | 바하마 나소     | 2017년 4월 22일 | 국가 기록                               |
| 60m 실내    | 6.98     |         | 영국 버밍엄     | 2017년 2월 18일 |                                         |

### 범례
- 올림픽 최고 기록(올림픽 신기록)
- 대회 최고 기록(대회 신기록)
- 개인 최고 기록(개인 신기록)
- 시즌 최고 기록(시즌 신기록)
- 국가 최고 기록(국가 신기록)
- Q: 자격 기준 통과

## 같이 보기
- 2016년 하계 올림픽 육상